# Filingen
Filingen är en sjö i Hultsfreds kommun i Småland och ingår i Viråns huvudavrinningsområde. Sjön har en area på 0,0942 kvadratkilometer och ligger 118 meter över havet. Sjön avvattnas av vattendraget Rosebäck.

## Delavrinningsområde
Filingen ingår i det delavrinningsområde (637678-151427) som SMHI kallar för Mynnar i Virån. Medelhöjden är 114 meter över havet och ytan är 25,84 kvadratkilometer. Det finns inga avrinningsområden uppströms utan avrinningsområdet är högsta punkten. Rosebäck som avvattnar avrinningsområdet har biflödesordning 2, vilket innebär att vattnet flödar genom totalt 2 vattendrag innan det når havet efter 49 kilometer. Avrinningsområdet består mestadels av skog (71 procent) och jordbruk (18 procent). Avrinningsområdet har 0,83 kvadratkilometer vattenytor vilket ger det en sjöprocent på 3,2 procent.